# Міженець
Мі́жене́ць — село в Україні, у Самбірському районі Львівської області. Населення становить 810 осіб (у 1921 р. проживало 1197 осіб). Орган місцевого самоврядування — Добромильська міська рада.

## Географія
Міженець лежить за 32 км від Самбора і 40 км від Старого Самбора.

## Пам'ятки
У селі розташований парк-пам'ятка садово-паркового мистецтва загальнодержавного значення — Міженецький парк. Неподалік від села розташоване заповідне урочище «Міженець».
В 1880—1890 рр. князь Адам Любомирський будує в Міженці свій замок-палац, але в 1914 р. він згорів, а руїни розібрали на цеглу.

## Відомі люди

### Народилися
- Володимир Василечко — український хімік-аналітик, кандидат хімічних наук,
- Василь Шпук — український футболіст, воротар.
- Вінярський Володимир Іванович (1990—2019) — учасник Революції гідності та російсько-української війни[2]

## Фотографії

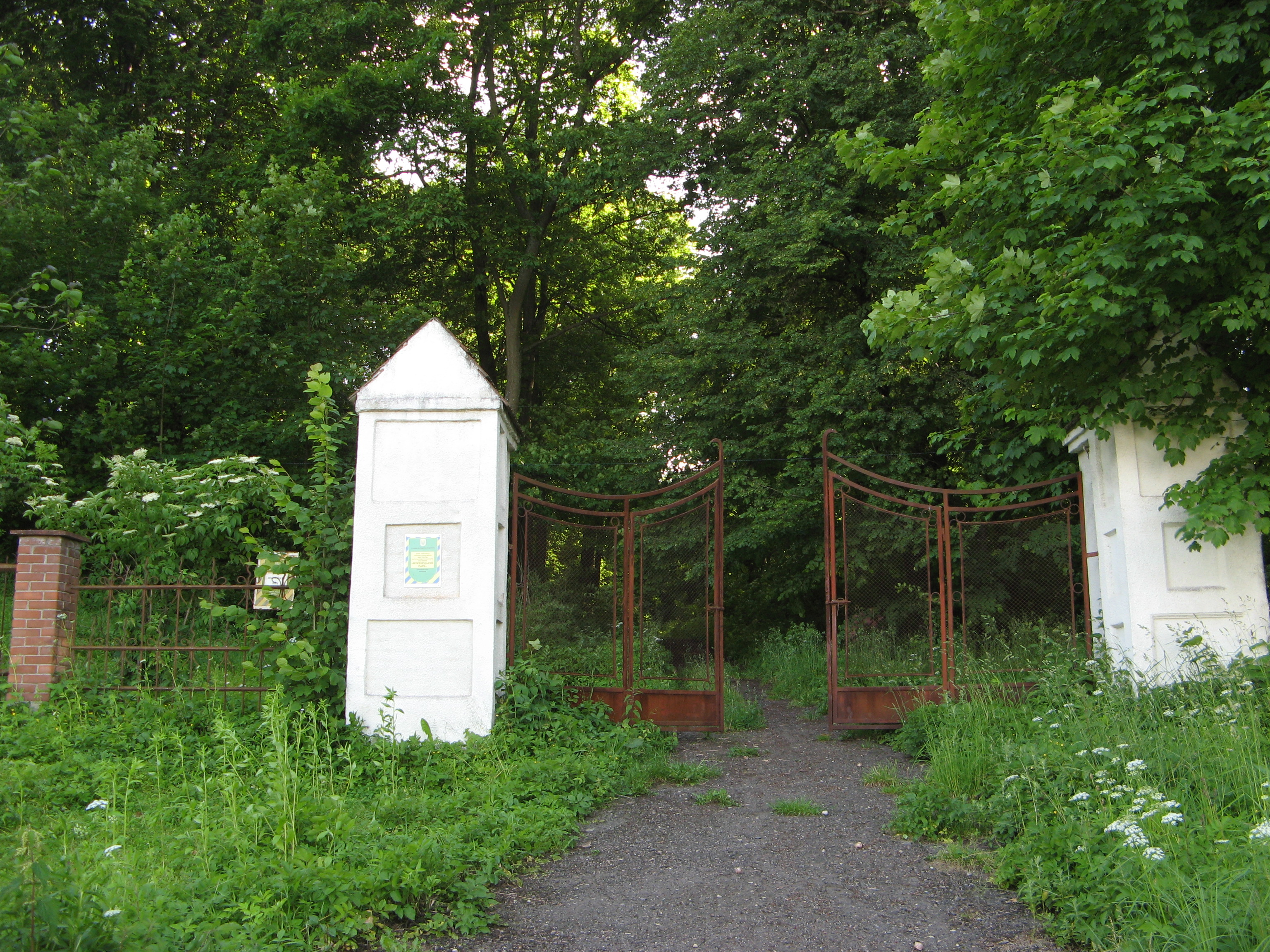
Міженецький парк
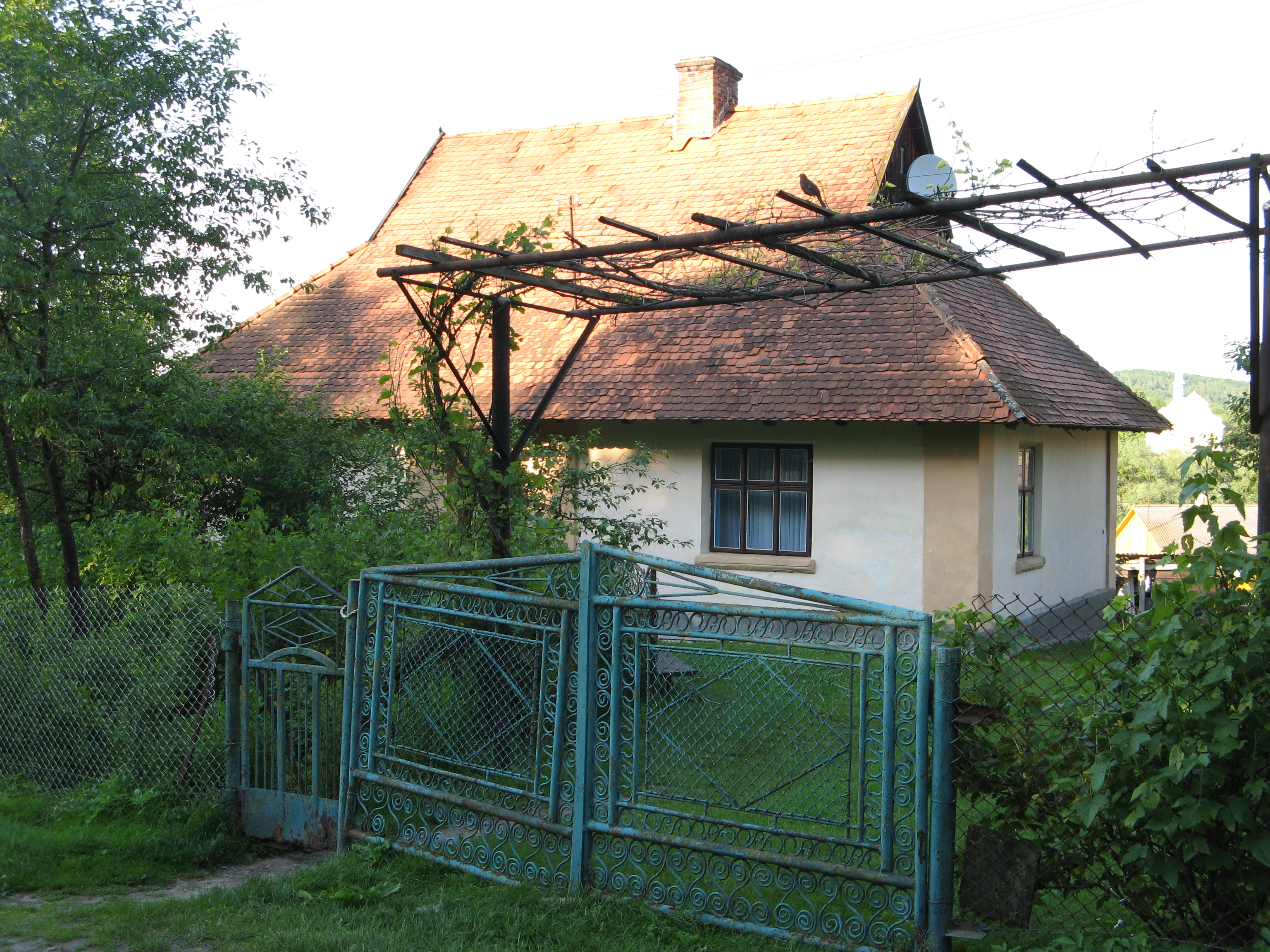
Старий будинок
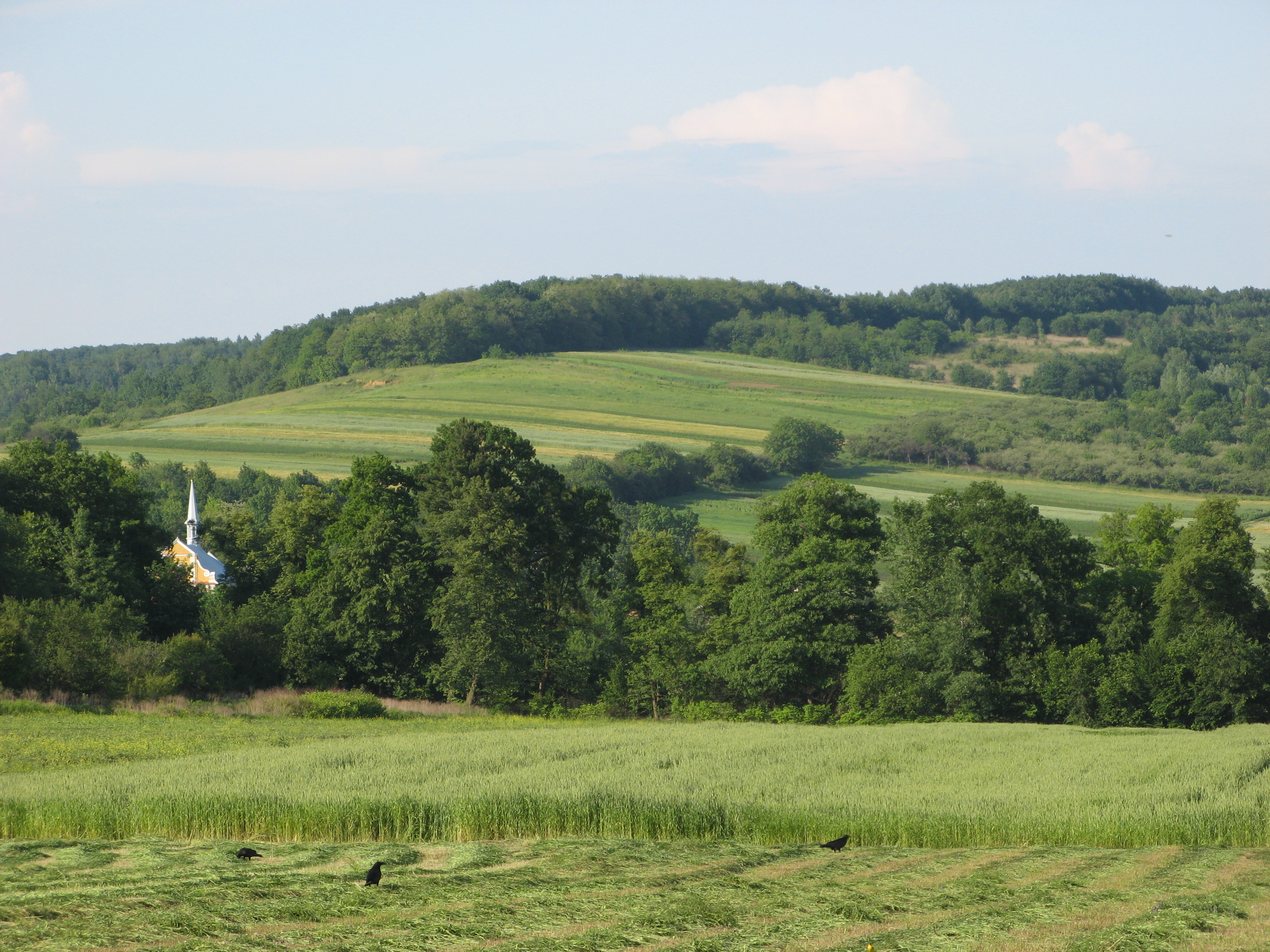
Південно-східна околиця села